# (13424) Margalida
(13424) Margalida est un astéroïde de la ceinture principale.

## Description
(13424) Margalida est un astéroïde de la ceinture principale. Il fut découvert le 8 novembre 1999 à Costitx par Rafael Pacheco et Ángel López. Il présente une orbite caractérisée par un demi-grand axe de 2,52 UA, une excentricité de 0,19 et une inclinaison de 5,1° par rapport à l'écliptique.

## Compléments